# ياسوهيرو يامادا
ياسوهيرو يامادا (باليابانية: 山田 泰寛) (مواليد 13 فبراير 1968)، هو لاعب كرة قدم ياباني سابق كان يلعب كمدافع.

## وصلات خارجية
- ياسوهيرو يامادا على موقع رابطة كرة القدم اليابانية للمحترفين (اليابانية)
- ياسوهيرو يامادا على موقع قاعدة بيانات كرة القدم.إي يو (الإنجليزية)
- ياسوهيرو يامادا على موقع عالم كرة القدم.نت (الإنجليزية)